# تشارلز أ. روسون
تشارلز أ. روسون هو سياسي أمريكي، ولد في 29 مايو 1867 في دي موين في الولايات المتحدة، وتوفي بنفس المكان في 2 سبتمبر 1936. نشط حزبياً في الحزب الجمهوري. وقد انتخب عضو مجلس الشيوخ الأمريكي ‏ عن دائرة مقد دائرة آيوا الثانية ‏ وقد انضم خلال فترته النيابية ‏ (24 فبراير 1922 – 1 ديسمبر 1922) للكتلة البرلمانية الحزب الجمهوري وانتخب عضو مجلس الشيوخ الأمريكي ‏.